# Spinososioella
Spinososioella is een geslacht van uitgestorven kreeftachtigen uit de klasse van de Ostracoda (mosselkreeftjes).

## Soort
- Spinososioella catalanoi Kozur, 1991 †